# استرلینگ هالیدی
استرلینگ هالیدی (انگلیسی: Sterling Holiday) شرکت گردشگری هندی است، که در سال ۱۹۸۶ تأسیس شد.